# Белинок (Осовецкий сельсовет)
Белинок (бел. Белінок) — деревня в Дрогичинском районе Брестской области Белоруссии. Входит в состав Осовецкого сельсовета.

## География
Деревня находится в южной части Брестской области, на берегах Днепровско-Бугского канала, при автодороге Н-670, на расстоянии приблизительно 15 километров (по прямой) к юго-юго-востоку от города Дрогичина, административного центра района. Абсолютная высота — 142 метра над уровнем моря. Площадь населённого пункта — 1,3963 км².

## История
В письменных источниках начинает упоминаться начиная с первой половины XVI века.
По состоянию на 1905 год, в Белинке проживало 368 человек. В административном отношении деревня входила в состав Осовецкой волости Кобринского уезда Гродненской губернии.
Согласно Рижскому мирному договору (1921), деревня вошла в состав межвоенной Польши. Входила в состав гмины Осовце Дрогичинского повета Полесского воеводства. В 1921 году числилось 344 жителя, проживавших в 57 домах. В этническом составе населения того периода белорусы составляли 90,1 %, поляки — 9,9 %. В конфессиональном составе населения преобладали православные христиане (95,3 %).
С 1939 года в БССР, с 1940 года в составе Белинского сельсовета.

## Население
По данным переписи 2019 года, в деревне проживал 71 человек.
| Год  | Население, человек |
| ---- | ------------------ |
| 1905 | 368                |
| 1921 | ↘ 344              |
| 1940 | ↘ 325              |
| 1960 | ↗ 603              |
| 1970 | ↘ 377              |
| 1995 | ↘ 208              |
| 2005 | ↘ 140              |
| 2009 | ↘ 116              |
| 2019 | ↘ 71               |